# SM UB-33
SM UB-33 – niemiecki jednokadłubowy okręt podwodny typu UB II w stoczni Blohm & Voss w Hamburgu w roku 1915. Zwodowany 5 grudnia 1915 roku, wszedł do służby w Kaiserliche Marine 20 kwietnia 1916 roku. W czasie swojej służby, SM UB-33 odbył 17 patroli, podczas których zatopił 13 jednostek nieprzyjaciela.

## Budowa
SM UB-33 należał do typu UBII, który był następcą typu UB I. Był średnim jednokadłubowym okrętem przeznaczonymi do działań przybrzeżnych, o prostej konstrukcji, długości 36,90 metrów, wyporności w zanurzeniu 274 BRT, zasięgu 7030 Mm przy prędkości 5 węzłów na powierzchni oraz 45 Mm przy prędkości 4 węzły w zanurzeniu. W typie UBII poprawiono i zmodernizowano wiele rozwiązań, uważanych za wadliwe w typie UBI. Zwiększono moc silników, zaś pojedynczy wał napędowy zastąpiono dwoma. Okręty serii od UB-30 do UB-41, budowane w stoczni Blohm & Voss w Hamburgu, miały zwiększoną szerokość i długość, ich wyporność w zanurzeniu wzrosła do 303 BRT.

## Służba
Dowódcą okrętu został 22 kwietnia 1916 roku mianowany Oberleutnant zur See Herbert Lefholz. Lefholz dowodził okrętem do 30 stycznia 1917 roku. 22 czerwca jednostka został przydzielona do Flotylli Bałtyckiej. 1 lutego Lefholz został zastąpiony przez Oberleutnant zur See Waldemara von Fischera. 22 marca Fischer został zastąpiony przez Oberleutnant zur See Karla Ruprechta. 24 października 1917 roku okręt został przeniesiony do Flotylli Flandria. Operował w obszarze kanału Morza Północnego, La Manche, północnych wybrzeży Francji oraz Morza Celtyckiego. Ostatnim dowódcą okrętu został Fritz Gregor.
W dniach pomiędzy 8 a 13 stycznia 1917 roku dowodzony przez Karla Ruprechta, operujący w cieśninie Skagerrak u wybrzeży Norwegii, okręt wziął jako pryz trzy statki. 8 stycznia norweski żaglowiec „Kragerö” o pojemności 550 BRT, 9 stycznia szwedzki parowiec „Götha” o pojemności 720 BRT, a 13 stycznia kolejny szwedzki statek „Gertie” o pojemności 257 BRT.
Pierwszym zatopionym przez UB-33 statkiem był należący do Wynnfield Shipping Co. Ltd., Londyn, zbudowany w 1906 roku brytyjski niewielki  statek motorowy „Kia Ora” o pojemności 99 BRT. Został zatrzymany i zatopiony ogniem z broni pokładowej około 20 mil na północny zachód od Dieppe w wybrzeży Normandii. W czasie następnego patrolu u wybrzeży Dorset UB-33 16 lutego 1918 roku zaatakował brytyjski parowiec „Pikepool” o pojemności 3683 BRT. Statek, który płyną pod balastem z Rouen do Barry został storpedowany i uszkodzony 20 mil na południowy wschód od latarni morskiej Portland Bill na wyspie Portland. Tego samego dnia UB-33 zatopił jeszcze kuter rybacki „Commander” o pojemności 99 BRT. 21 lutego UB-33 zatopił 5 kutrów rybackich oraz. 14 marca UB-33 zatrzymał i zatopił zbudowany w 1892 roku, norweski trzymasztowy bark „Carla” o pojemności 1668 BRT.
Ostatnim zaatakowanym i zatopionym przez UB-33 statkiem był zbudowany w 1896 roku norweski parowiec „Nyassaland” o pojemności 383 BRT. Statek płynął z Cardiff do Hawru z ładunkiem węgla. Został zatopiony około 18 mil na wschód od Start Point.
11 kwietnia 1918 roku, w okolicach plaży Varne Bank Cieśnina Kaletańska UB-33 wszedł na minę. Nikt z załogi nie przeżył.
W czasie swojej służby UB-33 odbył 17 patroli, zatopił 13 statków nieprzyjaciela o łącznej pojemności 5379 BRT, uszkodził 2 statki o łącznej pojemności 6575 BRT oraz trzy zajął jako pryz (1527 BRT).